# Ivan Vida
Ivan Vida (* 14. März 1995 in Zagreb) ist ein kroatischer Handballspieler.

## Karriere

### Verein
Der 1,86 m große Rechtsaußen spielte in der kroatischen Premijer Liga bis 2018 für den RK Dubrava und bis 2022 für den RK Nexe Našice. In der Saison 2022/23 stand er beim französischen Erstligisten Sélestat AHB unter Vertrag. Seit 2023 läuft er für Olympiakos SFP in Griechenland auf. Mit Olympiakos gewann er 2024 die griechische Meisterschaft.

### Nationalmannschaft
Mit der kroatischen Jugendnationalmannschaft gewann Vida bei der  U-19-Weltmeisterschaft 2013 die Silbermedaille.
Mit der kroatischen A-Nationalmannschaft belegte er bei der Weltmeisterschaft 2019 den sechsten Rang, dabei warf er sieben Tore in neun Partien.
Bisher bestritt er mindestens zwölf Länderspiele, in denen er zehn Tore erzielte.